# Fátima Lopes (apresentadora)
Maria de Fátima Eleutério Lopes, ou somente Fátima Lopes (Barreiro, 13 de Maio de 1969), é uma apresentadora de televisão portuguesa.

## Biografia e carreira
Fátima Lopes nasceu no Barreiro, mas aos 8 anos foi viver para Moçambique, onde viveu três anos.
Licenciou-se em Comunicação Social, na Universidade Nova de Lisboa, em 1991. Antes disso começou a escrever sobre espetáculos no Diário Popular, colaborou na Rádio Minuto e, em simultâneo, no Departamento Audiovisual da Câmara Municipal de Loures.
Após o encerramento do Diário Popular, passou para a revista mensal Em Forma, como técnica de marketing. Desempenhou essa função durante um ano e a partir daí passou a gerir a imagem do Grupo Económico (mais tarde, Económica), responsável pela publicação do Diário Económico. Antes de chegar à televisão. era gestora numa empresa de audiotexto que colaborava com a SIC, passando, por esse motivo, bastante tempo nas instalações daquela estação.

### SIC (1994-2010)
Tornou-se um dos rostos principais da SIC, onde se estreou na apresentação com Perdoa-me, em 1994. Seguiram-se os programas All You Need Is Love, Surprise Show, Fátima Lopes (com mais de 600 emissões) e SIC 10 Horas, que foi líder de audiências durante quatro anos. Comandou Fátima, exibido durante a manhã, até 2009. De Apresentou ainda os desfiles Moda Paris e Moda Roma, assim como as galas dos Globos de Ouro de 2003, 2004 e 2005.
Foi distinguida pela Casa da Imprensa como "Melhor Apresentadora de Entretenimento" em 2004. Foi galardoada pelo canal E! Entertainment com o prémio de Honra e distinguida pela Revista Lux, numa votação do público português como Personalidade de Entretenimento TV de 2014.
Entre em 2006 e 2013, publicou os romances Amar depois de Amar-Te, Um Pequeno Grande Amor, A Viagem de Luz, Quim, Amigas Para Sempre e Mães e Filhas com História.
A 14 de setembro de 2009, começou a apresentar o programa vespertino Vida Nova, onde se manteve por apenas 9 meses.

### TVI (2010-2021)
A 2 de julho de 2010, deixa a SIC, após 16 anos, indo para a TVI, para apresentar Agora É que Conta, que estreou a 21 de setembro do mesmo ano.
Apresentou o talk show A Tarde é Sua, na TVI, que estreou em 3 de janeiro de 2011 e terminou no final de dezembro de 2020. Este programa foi líder de audiências desde a sua estreia até outubro de 2018, altura em que estreou na SIC o Júlia. À conta de A Tarde É Sua, em 2012 Fátima Lopes foi "consagrada" como vencedora de um os prémios satíricos Prémio Unicórnio Voador - prémios atribuídos às personalidades ou entidades que tenham disseminado pseudociência, superstição e outras formas de desinformação em Portugal -, da Comunidade Cética Portuguesa. A nomeação da apresentadora prendeu-se com a "promoção acrítica e quase diária de todo o tipo de pseudociência e superstição (...), desde a bruxaria à homeopatia, passando pelas premonições e a mediunidade" e com a "humilhação pública de pessoas a quem é dito que a “máquina da verdade” consegue realmente distingui-la da mentira, algo que não é aceite nem pela comunidade científica nem pelos tribunais".
Foi investida Embaixadora do “Portugal Sou Eu”, programa lançado em dezembro de 2012 pelo Governo de Portugal para melhorar a competitividade das empresas portuguesas, promover o equilíbrio da balança comercial, combater o desemprego e contribuir para o crescimento sustentado da economia.
A 22 de fevereiro de 2016, foi nomeada "Embaixadora do Alentejo 2016", juntamente com Bárbara Guimarães, Paula Neves e Sílvia Rizzo, numa cerimónia da Entidade Regional de Turismo do Alentejo.
A 23 de agosto de 2015, estreou Pequenos Gigantes, programa dos domingos à noite da TVI, com a sua apresentação. A 3 de abril de 2016, estreia a 2.ª edição de Pequenos Gigantes.
A 2 de fevereiro de 2017, Fátima Lopes estreou na TVI24 um novo programa, intitulado "Amor em Tempo de Crise" , onde eram abordados vários temas, como o amor o a sexualidade. O programa era apresentado juntamente com o psicólogo Eduardo Sá, com quem são abordados todos os temas de modo informal.
Fátima Lopes estreou a 11 de fevereiro de 2017 o talent show da TVI Let's Dance - Vamos Dançar, onde, ao longo de três meses, dez jovens bailarinos viveram numa academia de dança construída especialmente para o programa e onde aprenderam, de forma intensiva, diferentes estilos de dança com vários professores conceituados, de modo a poderem competir individualmente pelo grande prémio final: um curso numa conceituada escola de dança. Este é um formato original da Endemol Portugal/TVI.
A 5 de maio de 2018, Fátima Lopes assumiu a apresentação do novo projeto na TVI. Intitulado "Conta-me Como És", este programa consistia em comandar uma série de entrevistas exclusivas com diversos rostos da TVI e não só, de forma a comemorar o 25.º aniversário da estação. O programa era exibido ao sábado à tarde na TVI, com repetição à noite na TVI24 e no domingo na TVI Ficção.
Em setembro de 2020, estreia na TVI um novo programa de entrevistas, denominado "Conta-me", onde Fátima Lopes entrevista grandes personalidades, em alternância com Manuel Luís Goucha.
A partir de janeiro de 2021, Fátima Lopes abandona os programas de daytime e é escolhida para apresentar um novo programa de sábado à noite na TVI. Contudo, em janeiro de 2021, a apresentadora decide abandonar a TVI e colocar fim a uma colaboração que durou 11 anos.

### SIC (2021 - presente)
A 16 de novembro de 2021 é anunciado, pela SIC, que Fátima Lopes voltaria ao canal, 11 anos após ter saído para a TVI.
Voltou à antena do canal, no mesmo ano do regresso, com a apresentação da Gala dos Sonhos" (1ª Gala dos Sonhos da Associação Sara Carreira).
Em 2022, apresentou a primeira emissão do ano do programa das manhãs de sábado, Estamos em Casa.
A 2 de abril de 2022, estreou o programa Caixa Mágica nas tardes de sábado do canal. Programa que em julho de 2023, foi cancelado sem explicação oficial do canal.
Em 2023, Fátima Lopes apresentou na SIC uma nova edição do programa All You Need Is Love com João Paulo Sousa.
Em 2024, torna-se repórter de exteriores do programa Casa Feliz e em 2025 transita, nos mesmos moldes, para o programa das manhãs de sábado, Alô Portugal.

### Casa e Cozinha (2024-atualmente)
Em setembro de 2024, é anunciado que a apresentadora junta-se à equipa de apresentadores do canal por cabo de lifestyle e cozinha para apresentar um novo programa, o Aqui Há Mão.

### Televisão

#### SIC
| Ano             | Canal      | Título                       | Notas                                             |
| --------------- | ---------- | ---------------------------- | ------------------------------------------------- |
| 1994            | SIC        | Perdoa-me                    | Apresentadora                                     |
| 1995 - 1997     | SIC        | All You Need Is Love         | Apresentadora                                     |
| 1995 - 1998     | SIC        | Surprise Show                | Apresentadora                                     |
| 1995            | SIC        | Moda Paris                   | Apresentadora                                     |
| 1995            | SIC        | Moda Roma                    | Apresentadora                                     |
| 1995            | SIC        | Portugal Fashion             | Apresentadora                                     |
| 1998 - 2001     | SIC        | Fátima Lopes                 | Apresentadora                                     |
| 2001            | SIC        | Roda dos Milhões             | Apresentadora                                     |
| 2001 - 2005     | SIC        | SIC 10 Horas                 | Apresentadora                                     |
| 2003            | SIC        | VIII Gala dos Globos de Ouro | Apresentadora, com Catarina Furtado e Herman José |
| 2004            | SIC        | IX Gala dos Globos de Ouro   | Apresentadora, com Herman José e Sílvia Alberto   |
| 2005            | SIC        | X Gala dos Globos de Ouro    | Apresentadora, com Herman José e Sílvia Alberto   |
| 2005 - 2009     | SIC        | Fátima                       | Apresentadora                                     |
| 2009 - 2010     | SIC        | Vida Nova                    | Apresentadora                                     |
| 2021            | SIC        | Sementes do Futuro 1         | Locutora                                          |
| 2021            | SIC        | Gala dos Sonhos 1            | Apresentadora                                     |
| 2022            | SIC        | Estamos em Casa              | Apresentadora                                     |
| 2022 - 2023     | SIC        | Caixa Mágica                 | Apresentadora/ Repórter de Exteriores             |
| 2022            | SIC Mulher | Mudar para Melhor 1          | Apresentadora                                     |
| 2022            | SIC        | Sementes do Futuro 2         | Locutora                                          |
| 2022            | SIC        | Gala dos Sonhos 2            | Apresentadora                                     |
| 2023            | SIC        | All You Need Is Love         | Apresentadora, com João Paulo Sousa               |
| 2023            | SIC        | Sementes do Futuro 3         | Apresentadora                                     |
| 2023            | SIC        | Gala dos Sonhos 3            | Apresentadora                                     |
| 2024            | SIC Mulher | Mudar para Melhor 2          | Apresentadora                                     |
| 2024            | SIC        | Casa Feliz                   | Repórter de Exteriores                            |
| 2025 - presente | SIC        | Alô Portugal                 | Repórter de Exteriores                            |

Outros/Especiais:
| Ano  | Título | Notas                                                                                 | Canal                                                           |
| ---- | ------ | ------------------------------------------------------------------------------------- | --------------------------------------------------------------- |
| 1998 | SIC    | Médico de Família                                                                     | Participação Especial                                           |
| 2000 | SIC    | Uma Aventura                                                                          | Participação Especial                                           |
| 2001 | SIC    | Cavaleiros de Água Doce                                                               | Participação Especial                                           |
| 2006 | SIC    | Floribella                                                                            | Participação Especial                                           |
| 2006 | SIC    | Transladação do corpo da Irmã Lúcia, do Carmelo de Coimbra para o Santuário de Fátima | Apresentadora                                                   |
| 2006 | SIC    | Aqui Não Há Quem Viva                                                                 | Participação Especial                                           |
| 2008 | SIC    | Gala 60 anos de carreira de Camilo de Oliveira                                        | Apresentadora                                                   |
| 2008 | SIC    | Podia Acabar O Mundo                                                                  | Participação Especial                                           |
| 2010 | SIC    | Gala "Uma Flor Para a Madeira"                                                        | Apresentadora, com João Manzarra                                |
| 2022 | SIC    | All You Need Is Love - Especial Aniversário                                           | Apresentadora, com João Paulo Sousa                             |
| 2022 | SIC    | All You Need Is Love - Especial Natal                                                 | Apresentadora, com João Paulo Sousa                             |
| 2023 | SIC    | SIC 30 Anos - É Bom Vivermos Juntos                                                   | Participação                                                    |
| 2023 | SIC    | Jornada Mundial da Juventude de 2023 - Lisboa                                         | Repórter                                                        |
| 2024 | SIC    | Olhá SIC...na Taça!                                                                   | Apresentadora, com Iva Lamarão, João Paulo Sousa e Miguel Costa |
| 2024 | SIC    | A Máscara (4.ª temporada)                                                             | Concorrente/ Vencedora disfarçada de 'Castor'                   |

#### TVI
| Ano                | Canal | Título                     | Notas                               |
| ------------------ | ----- | -------------------------- | ----------------------------------- |
| 2010               | TVI   | Agora é que Conta          | Apresentadora                       |
| 2011 - 2020        | TVI   | A Tarde é Sua              | Apresentadora                       |
| 2011               | TVI   | Canta Comigo               | Jurada                              |
| 2011 - 2017 / 2020 | TVI   | Somos Portugal             | Apresentadora                       |
| 2015               | TVI   | Pequenos Gigantes 1        | Apresentadora                       |
| 2015 - 2016        | TVI   | Juntos, Fazemos a Festa    | Apresentadora                       |
| 2016               | TVI   | Pequenos Gigantes 2        | Apresentadora                       |
| 2017               | TVI24 | Amor em Tempo de Crise     | Apresentadora                       |
| 2017               | TVI   | Let's Dance - Vamos Dançar | Apresentadora                       |
| 2018 - 2020        | TVI   | Conta-me Como És           | Apresentadora                       |
| 2019               | TVI   | First Dates 1              | Apresentadora, ao lado de Ruben Rua |
| 2019               | TVI   | First Dates 2              | Apresentadora, ao lado de Ruben Rua |
| 2020 - 2021        | TVI   | Conta-me                   | Apresentadora                       |

Outros:
| Ano  | Canal | Título                                                                   | Notas                                                                            |
| ---- | ----- | ------------------------------------------------------------------------ | -------------------------------------------------------------------------------- |
| 2010 | TVI   | Gala "TVI - Somos Portugal"                                              | Apresentadora, ao lado de Manuel Luís Goucha, Cristina Ferreira e Júlia Pinheiro |
| 2010 | TVI   | Há Festa no Hospital                                                     | Apresentadora                                                                    |
| 2011 | TVI   | Especial Juntos por Si                                                   | Apresentadora                                                                    |
| 2011 | TVI   | Especial Madeira em Flor                                                 | Apresentadora                                                                    |
| 2011 | TVI   | Especial A Tarde é Sua: "Juntos por Si"                                  | Apresentadora                                                                    |
| 2011 | TVI   | Especial A Tarde é Sua: Perdidos na Tribo                                | Apresentadora                                                                    |
| 2011 | TVI   | Especial A Tarde é Sua: "50 anos da Força Aérea Portuguesa"              | Apresentadora                                                                    |
| 2011 | TVI   | Especial "Festival do Chocolate" em Óbidos                               | Apresentadora                                                                    |
| 2012 | TVI   | Especial "Festa de Apoio à Seleção Nacional" em Óbidos                   | Apresentadora                                                                    |
| 2012 | TVI   | Especial A Tarde é Sua: "Festa de Despedida da Seleção para o Euro 2012" | Apresentadora                                                                    |
| 2012 | TVI   | Especial "Todos com Portugal - Rumo ao Euro 2012" em Albufeira           | Apresentadora ao lado de João Paulo Rodrigues e Marisa Cruz                      |
| 2013 | TVI   | Especial "Parabéns TVI - 20 anos"                                        | Apresentadora ao lado de Cristina Ferreira e Manuel Luís Goucha                  |
| 2013 | TVI   | Big Brother VIP                                                          | Participação Especial, com Manuel Melo, no jogo de "Ignorar o Óbvio"             |
| 2013 | TVI   | Toda a Gente me Diz Isso                                                 | Participação Especial                                                            |
| 2013 | TVI   | Especial "Missão Sorriso"                                                | Apresentadora                                                                    |
| 2013 | TVI   | Gala das Estrelas                                                        | Apresentadora ao lado de Cristina Ferreira e Manuel Luís Goucha                  |
| 2014 | TVI   | Especial A Tarde é Sua: TVI - 21 anos                                    | Apresentadora                                                                    |
| 2014 | TVI   | Gala das Estrelas                                                        | Apresentadora ao lado de Cristina Ferreira e Manuel Luís Goucha                  |
| 2015 | TVI   | Especial 22.º Aniversário da TVI                                         | Apresentadora                                                                    |
| 2015 | TVI   | Especial de Natal                                                        | Apresentadora ao lado de Cristina Ferreira e Manuel Luís Goucha                  |
| 2016 | TVI   | Especial Ano Novo                                                        | Apresentadora ao lado de Cristina Ferreira e Manuel Luís Goucha                  |
| 2016 | TVI   | Especial 23.º Aniversário da TVI                                         | Apresentadora                                                                    |
| 2016 | TVI   | Especial de Natal                                                        | Apresentadora                                                                    |
| 2016 | TVI   | Especial "Missão Continente"                                             | Apresentadora ao lado de Mónica Jardim e Isabel Silva                            |
| 2016 | TVI   | Gala das Estrelas                                                        | Apresentadora ao lado de Cristina Ferreira e Manuel Luís Goucha                  |
| 2016 | TVI   | Especial A Tarde é Sua: Feliz Natal                                      | Apresentadora ao lado de Mónica Jardim e Isabel Silva                            |
| 2017 | TVI   | Especial 24.º Aniversário da TVI                                         | Apresentadora                                                                    |
| 2017 | TVI   | Especial Visita do Papa Francisco ao Santuário de Fátima                 | Apresentadora                                                                    |
| 2017 | TVI   | Gala das Estrelas                                                        | Apresentadora ao lado de Cristina Ferreira e Manuel Luís Goucha                  |
| 2018 | TVI   | Especial 25.º Aniversário da TVI                                         | Apresentadora, em conjunto com várias caras do canal                             |
| 2018 | TVI   | Festival da Comida Continente                                            | Apresentadora                                                                    |
| 2018 | TVI   | Especial A Tarde é Sua: Feliz Natal                                      | Apresentadora, auxiliada por Santiago Lagoá                                      |
| 2018 | TVI   | No Monte do Manel                                                        | Participação Especial                                                            |
| 2019 | TVI   | Especial 26.º Aniversário da TVI                                         | Apresentadora, em conjunto com várias caras do canal                             |
| 2019 | TVI   | Festival da Comida Continente                                            | Apresentadora                                                                    |
| 2019 | TVI   | Todos Moçambique                                                         | Apresentadora, ao lado de José Alberto Carvalho                                  |
| 2019 | TVI   | A Tarde é Sua - Especial Natal                                           | Apresentadora, auxiliada por Marisa Cruz                                         |
| 2020 | TVI   | Todos Por Todos: Especial Covid-19                                       | Apresentadora, ao lado de Pedro Pinto / José Alberto Carvalho                    |
| 2020 | TVI   | Nunca Desistir                                                           | Apresentadora, ao lado de Cláudio Ramos / Pedro Teixeira                         |
| 2020 | TVI   | A ajuda não pode parar                                                   | Apresentadora, ao lado de Pedro Fernandes                                        |
| 2020 | TVI   | Portugal na TVI                                                          | Apresentadora                                                                    |
| 2020 | TVI   | Todos por Todos: Missão Continente                                       | Apresentadora, ao lado de outros rostos TVI                                      |
| 2020 | TVI   | Natal em Família                                                         | Apresentadora, em dupla com Manuel Luís Goucha                                   |
| 2020 | TVI   | Somos Natal                                                              | Apresentadora                                                                    |
| 2020 | TVI   | Mental Samurai - Estrelas de Natal                                       | Concorrente                                                                      |

#### Casa e Cozinha
| Ano             | Canal          | Título      | Notas         |
| --------------- | -------------- | ----------- | ------------- |
| 2024 - presente | Casa e Cozinha | Aqui Há Mão | Apresentadora |

### Rádio
- Cronista na Rádio Minuto
- Apresentadora do podcast Simply Flow, na Rádio Renascença (2023-presente)

### Imprensa
- Cronista no Diário Popular
- Cronista na revista mensal Em Forma
- Cronista na revista NotíciasTV - suplemento do Diário de Notícias e Jornal de Notícias de sexta-feira

### Cinema
- 2001 - Cavaleiros de Água Doce
- 2009 - Second Life, no papel de Marta (estreia de Fátima Lopes no Grande Ecrã, 2009)

### Livros publicados
- 2006- Amar depois de Amar-Te
- 2007 - Um Pequeno Grande Amor
- 2009 - A Viagem de Luz e Quim
- 2011 - Amigas Para Sempre
- 2013 - Mães e Filhas com História
- 2015 - Viver a vida a amar – o que a vida me ensinou
- 2019 - O Meu Caminho, A Minha Fé
- 2021 - Encontrei o amor onde menos esperava

## Prémios
- 1999 - Troféu revista Nova Gente para "Melhor Apresentadora de Entretenimento";
- 1999 - Prémio revista TV Guia para a "Apresentadora Mais Popular", concedido por votação dos leitores;
- 2004 - Prémio "Melhor Apresentadora de Entretenimento", atribuído pela Casa da Imprensa;
- 2015 - Prémio Arco-Íris pelo programa "A Tarde é Sua”;[37]

Troféus de Televisão TV 7 Dias/Impala
| Ano  | Prémio                                | Resultado |
| ---- | ------------------------------------- | --------- |
| 2011 | Entretenimento - Melhor Apresentadora | Indicado  |
| 2011 | Entretenimento - Melhor Apresentadora | Indicado  |
| 2015 | Entretenimento - Melhor Apresentadora | Venceu    |
| 2016 | Entretenimento - Melhor Apresentadora | Venceu    |
| 2018 | Entretenimento - Melhor Apresentadora | Venceu    |
| 2019 | Entretenimento - Melhor Apresentadora | Indicado  |
| 2020 | Entretenimento - Melhor Apresentadora | Indicado  |
| 2021 | Entretenimento - Melhor Apresentadora | Indicado  |

## Vida pessoal
Foi casada com o enfermeiro Luís Morais de 16 de abril de 2005 a julho de 2017, de quem tem um filho, Filipe, nascido em 2009. Tem ainda uma filha, Beatriz, nascida no ano 2000, de um relacionamento anterior. Professa a religião Católica Romana, como a maioria dos portugueses.
Durante a década de 2020, Fátima Lopes tem sido aberta em relação ao burn out que sofreu durante os seus últimos anos na TVI e como isso a levou a mudar o seu estilo de vida.